# 東立石緑地公園
東立石緑地公園（ひがしたていしりょくちこうえん）は、東京都葛飾区東立石にある区立公園である。

## 概要
当公園が設置される以前、この地には立石製薬という田辺製薬の100%出資する子会社があった。1999年に工場が閉鎖となった後、敷地は32億6000万円で葛飾区へ売却された。そして防災上などの観点から当地は住宅地ではなく公園になり、2008年に開園した。芝生広場を中心にした公園で、大規模災害時には避難拠点として使えるような施設がある。園内には、全長30ｍのローラーすべり台、アスレチック遊具、健康器具などが設置されており、普段は近隣の子どもなど地域の人に利用されている大型の公園として使われている。
なお、当公園は中川に接している。

## 主な施設
- ローラーすべり台
- アスレチック遊具
- 健康器具

## アクセス
- 京成押上線京成立石駅徒歩15分。

## 利用時間など
- 公園は常時開園。入場は無料。

## 近隣施設
- 葛飾区立本田中学校